# Sonja Meyer
Sonja Emmy Meyer, født Carstensen (7. november 1898 i København – 29. oktober 1981) var en dansk arkitekt, gift med Knud Meyer og mor til Niels I. Meyer og Hanne Meyer.
Hendes forældre var premierløjtnant, senere oberst og kammerherre Ivan Carstensen og Esther Henriette født Hansen. Hun blev student fra N. Zahles Skole 1918 og blev uddannet arkitekt på Kunstakademiets Arkitektskole i årene 1919-27. Hun besøgte Italien 1920 og 1925 og England 1927 og flere gange siden. 1927 modtog hun Neuhausens Præmie for et projekt til en københavnsk kirke med 500 pladser, hvor hun delte førstepræmie med Svend Albinus. Hendes forslag blev udstillet på Charlottenborg Forårsudstilling og blev i denne forbindelse rost for sin enkelhed. Hendes første opgave blev et alderdomshjem i Esbjerg, som blev udført i nyklassicistisk stil.
Samme år blev hun 2. december i København gift med civilingeniør Knud Meyer, som i 1931 blev direktør for Krystalisværket. Her tegnede hun for sin mand portnerbolig og direktørbolig, som blev præmieret af Frederiksberg Kommune. Det forhindrede dog ikke kommunen i at give tilladelse til nedrivning af Meyers huse i 1967. Ægteskabet med Knud Meyer blev opløst i marts 1947. Senere tegnede hun et par villaer til sine børn i en modernisme inspireret af Jørn Utzon.
Hun er begravet på Humlebæk Kirkegård.

## Værker
- Alderdomshjem, Ved Skoven, Esbjerg (1927-29 sammen med Kirsten Westergaard, nu plejehjem, udvidet 1948-50, ombygget 1964)
- Krystalisværket: Portnerbolig (1934) og direktørbolig, Lindevangs Allé 16, Frederiksberg (1937, præmieret af Frederiksberg Kommune 1938, alt nedrevet 1967)
- Villa for fabrikant Jørgen Hertz, Østerled 17, København (1939)
- Dobbeltgarage, Skovvangen 7, Charlottenlund (1952-53)
- Villaer til datteren Hanne Meyer og daværende svigersøn Ingolf Crossland på Grønnevang 35, Hørsholm (1958-59) samt til sønnen Niels I. Meyer på Grønnevang 55, Hørsholm (1959-60, udvidet 1964, 1967)

Projekter:
- Kirke i København (1927, Neuhausens Præmie)